# توم كينغستون
توم كينغستون (بالإنجليزية: Tom Kingston)‏ هو لاعب دوري الرغبي أسترالي، ولد في 3 مايو 1988 في تويد هيدز في أستراليا.